# Airman
Airman é um livro escrito pelo irlandês Eoin Colfer, lançado em três de janeiro de 2008 no exterior, mesmo escritor dos sucessos juvenis Artemis Fowl e suas seqüências, todos  publicados em português. Ainda possui outros livros publicados no Brasil como o desconhecido A Lista dos Desejos.  Airman está em produção para um filme de Gil Kenan e Robert Zemeckis.
A história mistura ficção científica com aventura e se concentra em Conor Broekhart  que é um jovem que nasceu em um balão de uma família próxima ao bondoso rei Nicholas Trudeau das ilhas Saltee, na costa da Irlanda, eles tem o hábito de olhar para o céu para ter inspiração. Quando o seu tutor e rei são assassinados, a culpa recai sobre o rapaz que passa dois anos na prisão, de onde escapa e precisa decidir se volta as costas para quem o abandonou ou luta para salvar o reino.